# Giedre Luksaite-Mrazkova
Giedrė Lukšaitė-Mrázková es una músico nacida en Lituania.
Comenzó a tocar el piano a los cinco años de edad. Se graduó en el Conservatorio Estatal de Vilna en la división de piano y órgano. 
Como músico de órgano y clavicordio ha aparecido como solista de la Orquesta Filarmónica del Estado de Lituania, y junto a la Filarmónica de Dresde, la Orquesta Bach de Leipzig, y la Orquesta Filarmónica de Cámara de Praga, entre otros. 
Desde 1984 fue miembro del conjunto Ars Rediviva. Actualmente realiza, principalmente, recitales solistas y conciertos regulares por Europa.